# Fräkentjärnen (Norsjö socken, Västerbotten, 720589-170048)
Fräkentjärnen är en sjö i Norsjö kommun i Västerbotten och ingår i Skellefteälvens huvudavrinningsområde.